# Jahnula bipileata
Jahnula bipileata är en svampart som beskrevs av Raja & Shearer 2006. Jahnula bipileata ingår i släktet Jahnula och familjen Aliquandostipitaceae.   Inga underarter finns listade i Catalogue of Life.